# Laila Elwi
Laila Elwi, en arabe : ليلى أحمد علوي, née le 4 janvier 1962 au Caire, créditée également sous les noms de Laila Olwy, de Laila Eloui, ou de Laila Elwy, est une actrice du cinéma égyptien. Elle a tourné dans plus de 70 films et a été honorée par de nombreux prix  égyptiens et internationaux. Elle a également été juré pour des festivals locaux et internationaux. En 2010, lors de l'ouverture du 34e festival international du film du Caire, elle reçoit un prix pour l'ensemble de sa carrière, tout comme l'actrice égyptienne Safiya El Emary, l'actrice sud-coréenne Yun Jung-hee, l'acteur américain Richard Gere et l'actrice française Juliette Binoche.

## Filmographie

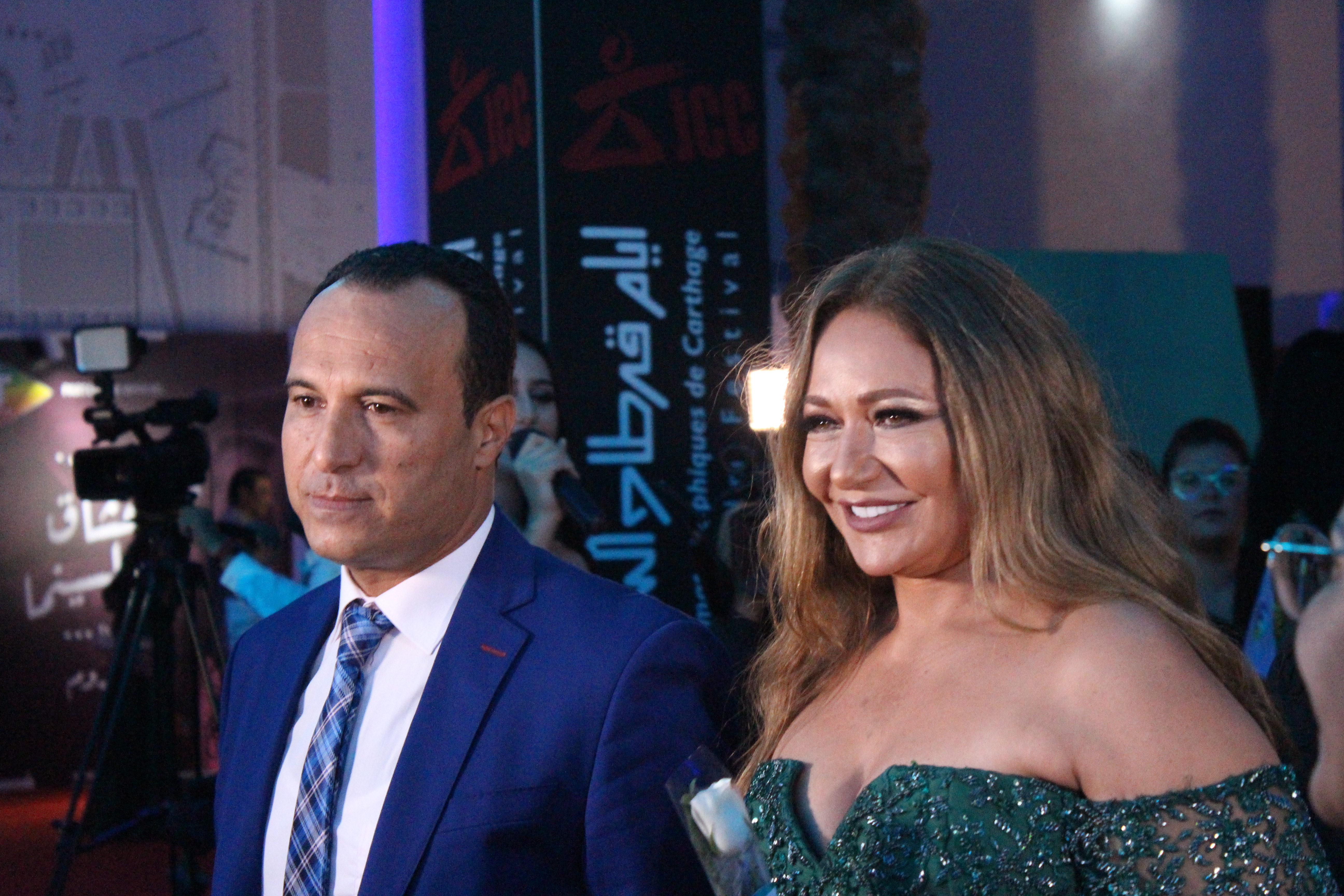
En 2018, au festival de Carthage

La filmographie de Laila Elwi, comprend, entre autres, les films suivants  : 
- 2016 : Le Ruisseau, le Pré vert et le Doux Visage
- 2016 : Heya Wa Da Vinci (Série TV)
- 2012 : Napoleon wal Mahroussa (Mini-Série TV)
- 2009 : Magnoon Layla (Mini-Série TV)
- 2008 : The Baby Doll Night
- 2007 : Critical Moments (Série TV)
- 2007 : The Seventh Heaven
- 2004 : I Love Cinema
- 2003 : Girl's Love
- 2001 : Hadith Alsabah wa Almassaa (Série TV)
- 2000 : Ragol Lahu Mady
- 1998 : Edhak el soura tetlaa helwa
- 1997 : Le Destin
- 1996 : A Girl Called Apple
- 1995 : Traffic Light
- 1995 : Kalil Mina Al-Hob Kathir Mina Al-Unf
- 1994 : Al ragol al talet
- 1993 : Ai Ai
- 1992 : La dame du Caire
- 1990 : El-Zol
- 1989 : Ya Azizi Kollena Lusous
- 1988 : Gharam El Afaie
- 1987 : Ana
- 1986 : Alaqzam Kademon
- 1985 : Husband Upon Request
- 1984 : Porté disparu (Kharag wa lam ya'ud)
- 1984 : Shaware' Mn Nar
- 1983 : Tgebha keda Tgelha Keda Heya Keda

## Source de la traduction
- (en) Cet article est partiellement ou en totalité issu de l’article de Wikipédia en anglais intitulé « Laila Elwi » (voir la liste des auteurs).